# Jackiella
Jackiella là một chi rêu trong họ Jackiellaceae.